# Tjekkoslovakiets håndboldlandshold (damer)
Tjekkoslovakiets håndboldlandshold for kvinder var det kvindelige landshold i håndbold for Tjekkoslovakiet. Det repræsenterede landet i internationale håndboldturneringer.
Holdet vandt VM i 1957.

## Resultater

### Sommer-OL
- 1980: 5.-plads
- 1988: 5.-plads

### VM
- 1957:  Guld
- 1962:  Bronze
- 1965: 4.-plads
- 1973: 6.-plads
- 1978: 4.-plads
- 1982: 5.-plads
- 1986:  Sølv